# 恋路駅
恋路駅（こいじえき）は、かつて石川県鳳珠郡能登町恋路に所在した、のと鉄道能登線の駅。

## 概要

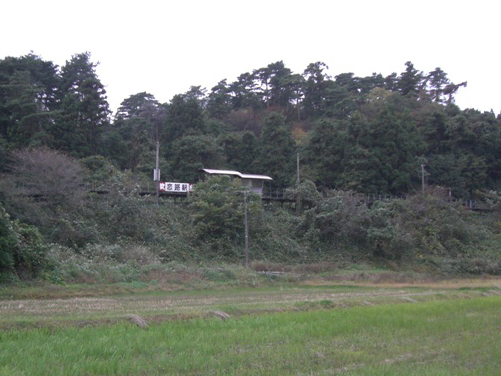
付近の道路から（2007年10月）
（「歓迎恋路駅」の看板が大きく掲げられている）

能登半島北東部にあり、近くに恋路海岸があることから命名された。急行「のと恋路号」の停車駅だった。「恋路」というロマンチックな駅名であるため、営業時には恋路駅行き切符の購入者や来訪者が多かった。
駅名の縁起のよさから恋路駅行き記念切符の需要があったが、当駅は無人駅のため隣の松波駅で発行されていた。現在は当駅跡地を保有・整備している宗玄酒造（後述）で入手できるほか、穴水駅までの七尾線までの運行を続けているのと鉄道でも恋路駅行き切符を封入したキーホルダーを販売している。

## 歴史
- 1964年（昭和39年）9月21日[7]：日本国有鉄道（国鉄）能登線の仮停車場として開業（夏季のみ営業）[1]。
- 1969年（昭和44年）10月1日：臨時乗降場に変更[1]。
- 1987年（昭和62年）4月1日：国鉄分割民営化により西日本旅客鉄道（JR西日本）に承継され、臨時駅となる[1]。
- 1988年（昭和63年）3月25日：第三セクター鉄道であるのと鉄道に移管され、同時に通年営業駅に昇格[1]。
- 2005年（平成17年）4月1日：能登線廃止に伴い廃駅。

## 駅構内

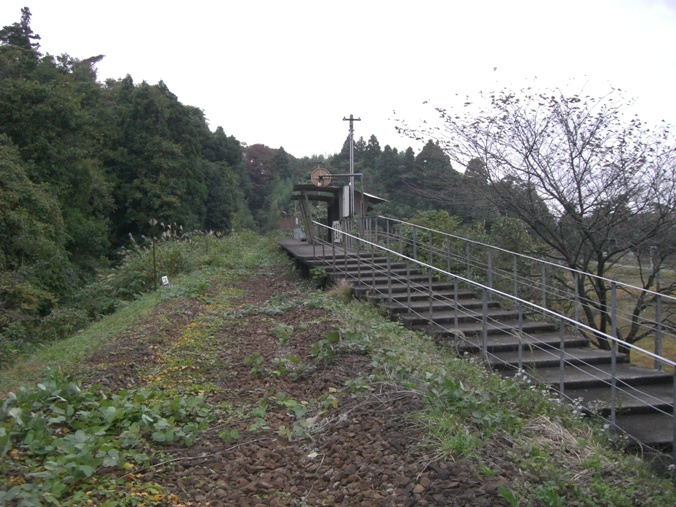
ホーム（2007年10月）

単式ホーム1面1線を有する地上駅。無人駅であり、ホーム上に待合所があるのみ。ホームは築堤上にあり、地上部とは階段で結ばれていた。

## 廃止後
能登町東隣の珠洲市に本社を置く宗玄酒造が2009年、恋路駅跡から北側のトンネル（宗玄隧道、約130メートル）までの約500メートルを含む一帯の土地を買い取った。2011年の東日本大震災を受けて、宗玄酒造は、海抜約10メートルの高さにある宗玄トンネルを、津波に備えた日本酒の製品保護と熟成のため「隧道蔵」として使うことにした。
旧恋路駅への観光客が多いことから、かつて鉄道が走っていた証しを残すことも兼ねて、同社は宗玄トンネルと旧恋路駅間の約300メートルに線路を再敷設して、2013年4月1日から「奥のとトロッコ鉄道」（のトロ）を走らせていた。また、この「のトロ」は開設した2013年度のグッドデザイン賞を受賞している。
2024年1月1日に発生した能登半島地震により、ホームや線路の損壊や、「隧道蔵」の入口が土砂崩れで塞がれるなどの大きな被害を受けた。このため、旧恋路駅は同年9月から順次撤去された。

## 駅周辺
- 恋路海岸
  - 恋路海岸海水浴場

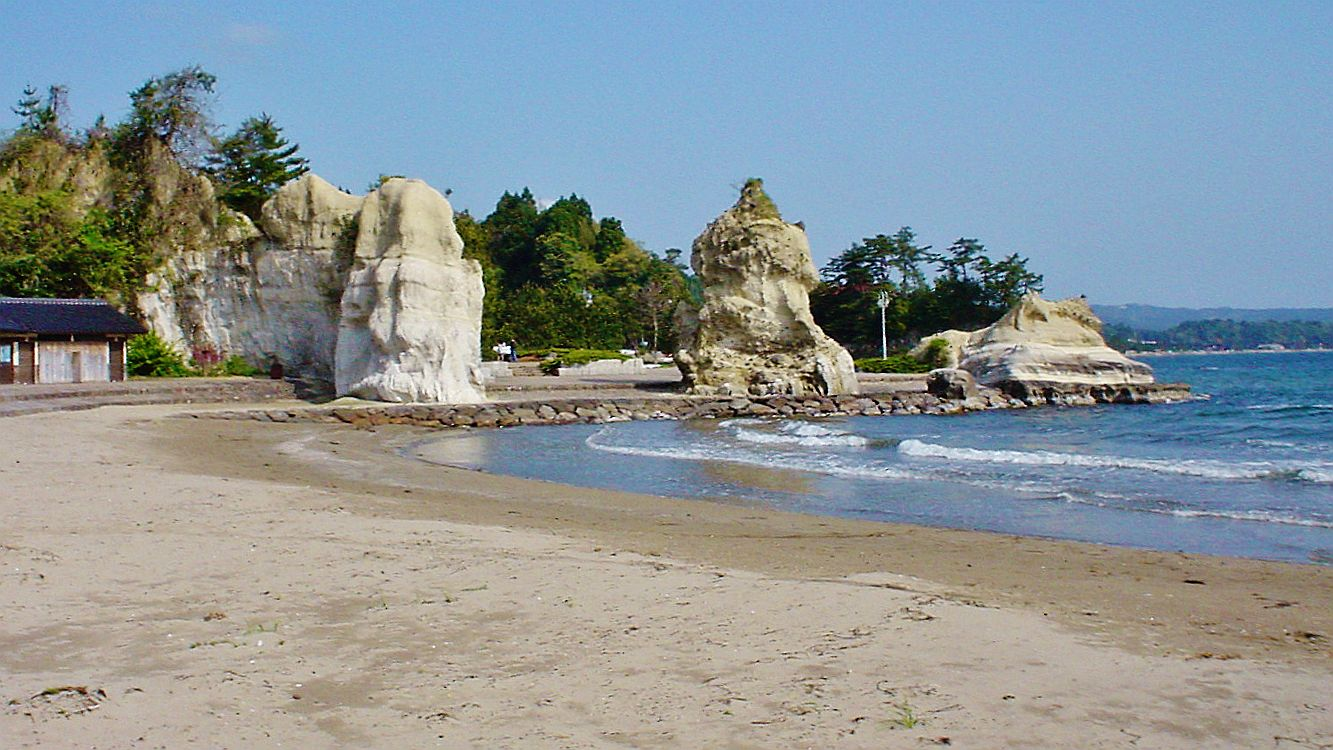
恋路海岸

  - 北鉄奥能登バス「恋路浜」バス停（廃駅後の最寄り公共交通機関[2]）
- 弁天島
- 幸せの鐘
- 体験交流施設「ラブロ恋路」[2]
- 国道249号[2]

## 隣の駅
のと鉄道
能登線
松波駅 - 恋路駅 - 鵜島駅